# Lydia Guirous
Pour les articles homonymes, voir Guirous.
Lydia Guirous, née le 28 décembre 1984 à Tizi Hibel (Algérie), est une femme politique française, également de nationalité algérienne.
Ancienne militante au Parti radical, elle est nommée en 2015 secrétaire nationale chargée des valeurs de la République et de la laïcité à l'UMP par Nicolas Sarkozy. Elle est porte-parole du parti Les Républicains de 2015 à 2016 puis entre 2017 et 2019.
Son livre Allah est grand, la République aussi, publié en 2014, lui a valu une grande couverture médiatique, surtout après les attentats de janvier 2015 en France.
Le 13 juillet 2023, elle est nommée en Conseil des ministres préfète déléguée pour l’égalité des chances auprès du préfet de la Gironde, mandat au cours duquel elle est visée par six signalements pour risques psychosociaux. Elle est démise de ses fonctions le 5 février 2025.

## Biographie

### Origines et études
Lydia Guirous est née en 1984 à Tizi Hibel, un village des montagnes de la wilaya de Tizi Ouzou, en Algérie. Elle est la petite-nièce de l'écrivain Jean Amrouche. Ses grands-parents se sont installés à Roubaix dans les années 1950. En novembre 1989, ses parents, inquiets de l'évolution politique en Algérie, s'installent en France avec leurs sept enfants. Elle entre pour la première fois à l’école, en CP, à son arrivée en France. Elle comprenait le français car sa famille s'exprimait souvent dans cette langue. « Mais devant d'autres petits Français c'était difficile » décrit-elle plus tard.
Après son bac, sa famille déménage près de Bordeaux où elle réside dix ans avant de revenir à Roubaix pour motifs professionnels. À son retour, elle dira plus tard n'avoir plus reconnu la ville : « le communautarisme avait tout envahi. C'était une sorte de bled importé dans le nord de la France… le supermarché est devenu un Halal Market... où une femme en hidjab vous dit bonjour et vous interroge en arabe. » « Il y a même des burqas, alors que c’est interdit. » Sa vision de Roubaix est toutefois critiquée par d'autres personnalités musulmanes de la ville.
Elle est diplômée d'un master en gestion de l'université Paris-Dauphine (2009) et d'un master en finance de l'ESCP Europe (2015). Sa carrière est marquée par son engagement politique et associatif : elle préside à partir de 2009 l'association Jeunes sarkozystes du 92 puis fonde le club Future, au Féminin qui se décrit comme un mouvement pour un « féminisme républicain et pragmatique ».

### Vie privée
Son mariage à un homme de confession catholique à l'église Saint-Augustin de Paris correspond selon elle « à l'esprit d'ouverture qu'incarne ce saint d'origine berbère... Augustin était le trait d'union entre nos deux cultures et nos deux confessions. »
Ils donnent naissance à une fille en 2017 puis à une deuxième en 2020.

### Activités associatives
Lydia Guirous fonde en 2010 le club « Future au féminin », où elle s'intéresse notamment à la discrimination contre les femmes dans le monde du travail et à la relation entre femmes et islam. Le secrétaire général de ce club est Jacques Touzard, conseiller technique à la politique de la ville sous le mandat de Fadela Amara. Elle décrit dans son livre qu'elle a subi elle-même des avances lors d'entretiens d'embauche. Elle est la créatrice de la première cellule de prise en charge psychologique des femmes victimes de harcèlement sexuel, « SOS harcèlement sexuel », au sein des hôpitaux publics avec le professeur Charles Peretti,,,.
Lydia Guirous fonde, au sein de « Future au féminin » en 2011, un think tank réservé aux femmes, intitulé « Des femmes au service de l’Homme ». Elle est « en désaccord avec les discours et méthodes des associations féministes « classiques », elle prône un féminisme pragmatique, de rassemblement et refusant les discours victimaires et empreints de compassion qui ne font pas avancer les femmes. » Guirous commence à s'engager en politique au centre droit, et s'oppose à d'autres associations féministes, traditionnellement plus à gauche comme Ni putes ni soumises ou Osez le féminisme !, auxquelles elle reproche notamment d'accepter le port du voile islamique.
À la suite de plusieurs de ses prises de position, des membres de « Future au féminin », dont Élisabeth Guigou, quittent le club, qui est aussi dénoncé comme une instrumentalisation politique par d'autres associations.

### Médias
En 2021, Lydia Guirous est essayiste et éditorialiste politique à CNews. La même année, elle est invitée à de nombreuses reprises en tant que personnalité du monde politique dans l'émission 120 Pourcent News d'Alain Marschall, sur BFM TV.

### Engagement politique

#### Au sein de l'UDI
Lydia Guirous rejoint le Parti radical valoisien qui est membre de l'UDI en 2012. Elle en est la candidate lors des élections législatives de 2012, dans le 20e arrondissement de Paris. Elle obtient 0,77 % des voix,.
Elle critique alors le gouvernement socialiste affirmant que « rien n'a changé depuis que les socialistes sont au pouvoir… Il n'y a que des reculades… sur le non-cumul des mandats, mais aussi la parité ». Elle rappelle que « dans le gouvernement précédent, on avait une femme à la Défense, une à l'Économie, une à la Justice ».
Elle prend position en faveur du renforcement de l'accès à l'IVG au moment de la discussion du projet de loi pour l'égalité homme-femme en tant que « membre du parti de Simone Veil » et contre les « groupuscules » militant contre l'IVG.

#### Adhésion à l'UMP et cadre de LR
Lydia Guirous développe des liens avec l'UMP, sans y adhérer, en présidant l'association Jeunes sarkozystes du 92 à partir de 2009. Après la parution de son livre Allah est grand la République aussi (« On est venu me chercher parce que j’ai écrit ce livre »), dans lequel elle dénonce le « défilé permanent de filles en burqa » dans des quartiers « gangrenés par le communautarisme » et défend « l’assimilation » contre la double culture, elle est sollicitée par Nicolas Sarkozy après les attentats de Charlie Hebdo et intègre l'UMP en tant que « secrétaire nationale thématique aux valeurs de la République et à la laïcité ».
Elle quitte alors l'UDI en déclarant : « j'étais surtout membre du Parti radical valoisien, qui est le parti historique des valeurs de la République. Mais l'UDI n'a aucune ligne politique clairement définie, ni de valeurs communément partagées par l'ensemble de ses adhérents ».
Le 2 juin 2015, elle est nommée porte-parole du nouveau mouvement Les Républicains par Nicolas Sarkozy, en tandem avec Sébastien Huyghe. Dès septembre, des prises de parole publiques reflétant ses opinions personnelles davantage que la ligne des Républicains (fermeture des frontières, arrêt de Schengen et de la libre-circulation…) amènent des critiques au sein de son parti, renouvelées après qu'elle a repris l'expression de Christian Estrosi et Aymeric Chauprade d'une cinquième colonne islamiste en France le 21 octobre. En février 2016, elle est distinguée par le prix satirique du menteur en politique, décerné par un jury de journalistes politiques, avec la mention du meilleur second rôle féminin « pour avoir prétendu que la France est le pays européen qui accueille le plus d’étrangers ».
Elle est évincée de ce poste de porte-parole le 6 janvier 2016, à la suite d'un remaniement de l'ensemble du porte-parolat du parti. Elle paie ses déclarations non conformes à la ligne du parti. Elle se déclare « soulagée » d'avoir été démise, après une dernière intervention dans On n’est pas couché, qualifiée de « naufrage » par Libération. Elle déclare également lors de cette même émission « préférer faire l'école buissonnière que l'école buissonienne » (allusion au conseiller de Nicolas Sarkozy en 2012).
En juin 2016, réconciliée avec Nicolas Sarkozy, elle lui apporte son soutien pour la primaire présidentielle des Républicains qui se tient la même année. Après la victoire de Laurent Wauquiez au congrès des Républicains de 2017, elle est à nouveau nommée le 13 décembre de la même année porte-parole des Républicains, avec Gilles Platret et Laurence Sailliet.
Lydia Guirous figure en 14e position sur la liste de l'Union de la droite et du centre pour les élections européennes de 2019, qui obtient 8,5 % des suffrages et douze sièges.
Elle s'engage aux côtés de Philippe Goujon, maire sortant Les Républicains du 15e arrondissement de Paris, figurant en quatrième position sur la liste conduite par celui-ci aux élections municipales de 2020. Cette liste dissidente LR réunit 21,3 % des suffrages au premier tour, derrière la liste LR conduite par Agnès Evren (22,8 %).

### Préfète déléguée à l'égalité des chances
Le 13 juillet 2023, Lydia Guirous, auparavant très critique d'Emmanuel Macron, est nommée préfète déléguée à l'égalité des chances de la Gironde. Elle est démise de ses fonctions le 5 février 2025.

## Prises de position

### Féminisme
Elle intervient pendant le conflit entre François Fillon et Jean-François Copé sur le résultat de l'élection pour en désigner le président en 2012 : « aucun des deux candidats n'est féministe. Il est triste de voir cette instrumentalisation des femmes à chaque fois qu'il y a une échéance importante. Si Jean-François Copé et François Fillon étaient si féministes qu'ils le prétendent, ils auraient fait en sorte que Nathalie Kosciusko-Morizet puisse être candidate à la présidence de l'UMP. Seule la volonté de Nicolas Sarkozy a fait avancer la cause des femmes ces cinq dernières années. »

### Foulard islamique à l'université et repas de substitution
Elle annonce au printemps 2015 ses premières propositions en tant que secrétaire nationale de l'UMP, notamment l'extension de l'interdiction du port du foulard islamique à d'autres secteurs en lien avec l'éducation et non plus seulement à l'école, et sur la question des repas des substitutions.
Elle critique notamment l’acceptation par la ministre de l'Éducation nationale Najat Vallaud-Belkacem du voile pour les mères accompagnant les enfants dans les sorties scolaires ainsi que l'acceptation du port du voile à l'université.
Ses propositions sont commentées et divisent l'UMP comme le PS :
- au gouvernement, Pascale Boistard, secrétaire d'État chargée du Droit des femmes et membre du PS, dit « ne pas être sûre que le voile fasse partie de l'enseignement supérieur » mais recommande que le débat se fasse de façon indépendante au sein des universités[44]. À la suite de l'avis de l'Observatoire de la laïcité, la ministre de l'Enseignement supérieur Geneviève Fioraso ne soutient pas ce débat : « je souhaite qu’on n’invente pas de problème là où il n’y en a pas ». Le Premier ministre Manuel Valls reprend cette position pour son gouvernement : « Ce n'est absolument pas d'actualité »[45] ;
- à l'UMP, Éric Ciotti dépose une proposition de loi pour étendre à l'enseignement supérieur l'interdiction du port du voile en vigueur dans les écoles, collèges et lycées publics[45], et, à l'opposé, Alain Juppé refuse d'interdire le voile à l'université : « On a des jeunes gens et des jeunes femmes qui sont adultes, qui ont tout à fait leur liberté de jugement et je ne crois donc pas tout à fait nécessaire de légiférer dans ce domaine-là »[46],[47],[48],[49],[50],[51].

Elle propose aussi que l'UMP prenne position contre l'existence d'un menu de substitution dans les cantines pour les enfants refusant la viande pour des raisons confessionnelles. Elle explique, en utilisant sa propre expérience, que quand ces menus existent, les enfants de culture musulmane subissent des pressions, éventuellement physiques, pour les forcer à refuser la viande.
Elle s'oppose aussi aux crèches de Noël dans les mairies par respect pour la laïcité.

### Au sujet de l'islam radical et du communautarisme
Lydia Guirous précise dans plusieurs interviews sa position sur le communautarisme et l’islam radical. Par exemple à propos du communautarisme à Roubaix : « Les islamistes sont en train de faire de l’islam une religion d’interdits. […] Il faut aussi arrêter le clientélisme et l’angélisme. Arrêter ce déni de réalité, lever les tabous sur l’islamisme qui profitent tant au Front national. » Cette perspective est contestée par d'autres associations du même secteur comme de la stigmatisation et de l'exploitation à visées politiques.
Alors qu'elle dénonçait en 2012 l'exploitation de faits divers ponctuels ou de pratiques islamiques ultra-minoritaires pour stigmatiser l'ensemble de la population maghrébine, certaines femmes maghrébines « qui se sont servies de la posture de victime brandie par leurs propres associations pour s'ériger en Jeanne d'Arc de la diversité et de la minorité maghrébine terrassée par les vilains barbus », et qu'elle critiquait ce qu'elle appelait les « apôtres de l'ultra-laïcité », son avis évolue.
En 2014, Lydia Guirous affirme que l'islam radical refuse les valeurs de la République : « À Rome, vis comme les Romains... C'est la base de l'intégration et du succès... Certains ont du mal à le comprendre. En revanche la liberté de culte appartient à chacun dans la sphère privée... » « Quand je vais en Algérie, je quitte ma minijupe, les étrangers doivent quitter le voile à l'université. »
Elle critique la faiblesse de la République face aux revendications religieuses comme dans l'affaire de la crèche Baby Loup,.
En janvier 2017, Élisabeth Badinter cite Lydia Guirous comme faisant partie des femmes courageuses de culture musulmane qui résistent à la doxa islamiste. La philosophe reproche aux médias de leur donner moins la parole qu'aux « militantes du voile ».

### Néologisme «collabeur»
Lydia Guirous reprend le néologisme « collabeur » attribué à l'essayiste Marc-Édouard Nabe en 2004. À ses yeux, le terme illustre l'irritation que susciterait auprès des « intégristes religieux » les personnes de confession musulmane qui souhaiteraient s'intégrer en France : « Ils sont considérés comme des traîtres et sont donc comparables aux collaborateurs français sous l'Occupation. Comme ils restent aux yeux de certains Français des Beur, ils sont surnommés les « collabeur » ou « colla-beur » ». Lorsqu'il s’agit d’une femme, c'est « la pire des insultes. C’est bien pire que d’être une pute… C’est être une traîtresse qu’il faut punir et humilier en place publique comme cela a été tristement le cas à la fin de la Seconde Guerre mondiale. Pour ces gens, toute personne d’origine maghrébine qui refuse le communautarisme et qui évolue avec un mode de vie français est un "collaborateur" ».
Cette prise de position lui a valu de vives critiques par des médias communautaires tels que oumma.com, Saphirnews et Le Courrier de l'Atlas. Lydia Guirous évoque aussi des menaces de mort.
D'autres personnalités d'origine maghrébine ont été traitées de « collabeur » : Rachida Dati, Fadela Amara ou encore Jamel Debbouze.

### Au sujet de la prostitution
Un des thèmes abordés par « Future au féminin » est la prostitution étudiante, dont elle déplore la banalisation en jugeant que « de plus en plus de jeunes [ont] recours à la prostitution par nécessité ou parfois par facilité ».

### Victime de menaces
Après qu'elle est devenue une cible sur les réseaux sociaux à la suite de la publication en 2014 de son livre Allah est grand, la République aussi, un chauffeur-livreur, Sohaib L., est condamné le 24 octobre 2018, à six mois de prison avec sursis pour des messages de haine contre Lydia Guirous. Lydia Guirous dénonce les « menaces de mort » émanant de « racailles communautaristes ». Elle est particulièrement ciblée selon elle car elle est « une femme, jeune, d’origine maghrébine et de droite ». Elle explique, avec une formulation proche de celle de Gérard Collomb, que « la France est un pays où l'on vit de moins en moins les uns avec les autres, mais les uns à côté des autres, voire les uns contre les autres ».

## Controverses

### Accusation d'enrichissement personnel
En octobre 2018, le Canard enchaîné révèle que l'entreprise de conseil de Lydia Guirous a bénéficié de contrats commerciaux apportés par son mari Jacques Touzard, délégué national sanitaire à la Croix-Rouge. Ce dernier aurait fait en sorte que des hôpitaux gérés par la Croix-Rouge signent des contrats avec la société de recouvrement CTR, afin de recouvrer les créances auprès des patients. Or cette entreprise est liée à la société de conseil de Lydia Guirous, à qui elle reverse une commission de 10 % pour les affaires que cette dernière lui a apportées. À la suite des révélations du périodique, la Croix-Rouge décide la mise à pied de Jacques Touzard. Celui-ci dément avoir eu connaissance de la commission versée à la société CTR,.

### Personnel du rectorat mobilisé pour ses enfants
En 2023, peu après avoir été nommée préfète déléguée en Gironde, elle est critiquée pour avoir « mobilisé » le personnel du rectorat de Bordeaux pour inscrire ses deux enfants dans des écoles girondines, mais aussi leur trouver des activités extrascolaires.

### Accusations de management toxique
En janvier 2025, dans le cadre de ses fonctions de préfète, Lydia Guirous est accusée de « management toxique » et fait l'objet de plusieurs signalements pour des « comportements inadaptés ». Un compte rendu du rapport d’un médecin du travail fait état d’un « management toxique » et d’un « risque suicidaire avéré » parmi des agents. Dans ce contexte, elle est visée par une procédure de licenciement.

## Ouvrages
- Allah est grand, la République aussi, Paris, J.-C. Lattès, 2014, 244 p. (ISBN 978-2-7096-4670-3).
- #Je suis Marianne, Paris, Bernard Grasset, 2015, 195 p. (ISBN 978-2-246-85961-1).
- “Ça n'a rien à voir avec l'islam” ?, Paris, Plon, 2017, 212 p. (ISBN 978-2-259-25950-7) ; rééd. avec une préf. inédite, 2021, 230 p.  (ISBN 978-2-259-30623-2).
- Le suicide féministe, Paris, Éditions de l'Observatoire, 2018, 157 p. (ISBN 979-10-329-0480-0).
- Assimilation : en finir avec ce tabou français, Paris, Éditions de l'Observatoire, 2021, 93 p. (ISBN 979-10-329-1470-0).